# 갈리아이베리아어군
갈리아이베리아어는 일부 언어 분류 체계에서 사용되는 서부 로망스어군의 한 언어군으로, 프랑스, 에스파냐, 포르투갈 지역의 로망스어를 묶은 것이다.

## 분류
- 갈리아로망스어
- 이베리아로망스어